# Emilio Oxté Tah
Emilio Oxte Tah es un político mexicano, miembro del Partido Revolucionario Institucional, fue el primer presidente municipal de Lázaro Cárdenas y fue diputado federal a la L Legislatura de 1976 a 1979 en representación del II Distrito Electoral Federal de Quintana Roo y diputado local por el IX Distrito de la V Legislatura del Congreso del Estado de Quintana Roo.
Curso sus estudios de secundaria en Valladolid, Yuc. posteriormente en la Normal Rural de Cd. Guzmán, Jal. se inició en la docencia en la Cd. de México, Chetumal, Q. Roo.
Después de haber ejercido su carrera política, se dedicó a la Docencia en la Escuela Primaria Urbana Federal Gabino Barreda en la cabecera del Municipio de Lázaro Cárdenas, Kantunilkin; labor que desempeñó con gran altruismo y entrega. Adicionalmente también ejerció como director de la misma.